# Serhat Kot
Serhat Kot (sinh ngày 12 tháng 8 năm 1997) là một cầu thủ bóng đá Thổ Nhĩ Kỳ thi đấu ở vị trí tiền vệ cho câu lạc bộ Thổ Nhĩ Kỳ Fenerbahçe ở Süper Lig.

## Sự nghiệp chuyên nghiệp
Là một sản phẩm trẻ của Borussia Dortmund, Kot bắt đầu thi đấu chuyên nghiệp cho câu lạc bộ Thổ Nhĩ Kỳ Altay S.K., trước khi trở về Đức với 1. FC Nürnberg II. Anh gia nhập Fenerbahçe vào mùa hè 2017, ở đội trẻ. Kot ra mắt chuyên nghiệp cho Fenerbahçe trong trận thắng 2-0 tại Süper Lig trước İstanbul Başakşehir F.K. ngày 11 tháng 2 năm 2018.

## Sự nghiệp quốc tế
Kot đại diện cho U-16 Thổ Nhĩ Kỳ tham gia Montaigu Tournament 2013.